# Manuel Ramírez de Carrión
Manuel Ramírez de Carrión (* getauft 10. Januar 1579; † 1652) war ein Taubstummenpädagoge. Er gilt als einer der ersten „Taubstummen“-Pädagogen.

## Leben
Ramírez de Carrión führte die von Pedro Ponce de León begonnene Ansätze fort, indem er den tauben Luis de Velasco, dritter von drei tauben Söhnen des spanischen Adligen Juan Fernández de Velasco y Tovar unterrichtete.
Ramírez de Carrión schrieb das Buch „Wunder der Natur“, das zunächst 1599 in Madrid, dann nochmals 1622 in Montilla in der Druckerei des Marques de Priego und 1629 in Córdoba herausgegeben wurde. Es enthielt „Zweitausend Geheimnisse der Natur“, die alphabetisch sortiert dargeboten waren. Hierin entwickelte Carrión erstmals den für die damalige Zeit revolutionären Gedanken, dass „Taubstumme“ nur deshalb taub sind und keine Laute produzieren, weil sie sie selbst nicht hören. Daher sei es mit einer speziellen Technik möglich, sie sprechen zu lehren. Worin diese Technik bestand, wurde in dem Buch jedoch nicht verraten.
Es wird angenommen, dass Ramírez de Carrión mit Geheimhaltung seiner Methoden den Preis für seine Leistungen hoch zu halten versuchte. Diese wurden jedoch 1620 von dem im Haushalt von de Velasco y Tovar als Sekretär lebenden Juan Pablo Bonet in „Reducción de las letras y arte para enseñar a ablar los mudos“ als dessen eigenes Werk plagiiert.
Für den Aufbau der Bibliothek des Marques de Priego in Montilla und desgleichen für Filiberto Amadeo, Prinz von Savoyen, wurde Carrión von König Philipp III. mit einem Ehrentitel ausgezeichnet. König Philipp IV. sandte Carrion später nach Italien, um den Sohn der Prinzessin de Carignam zu betreuen. Hier verlieren sich die Spuren zum Lebensende von Ramírez de Carrión und seinem genauen Todestag.